# HD 67934
HD 67934，又名BD+82 235，SAO 1319、HR 3197，是一颗恒星，视星等为6.32，位于銀經130.95，銀緯29.89，其B1900.0坐标为赤經8h 5m 12.4s，赤緯+82° 29.89′ 27″。